# Conservatorio de Estrasburgo

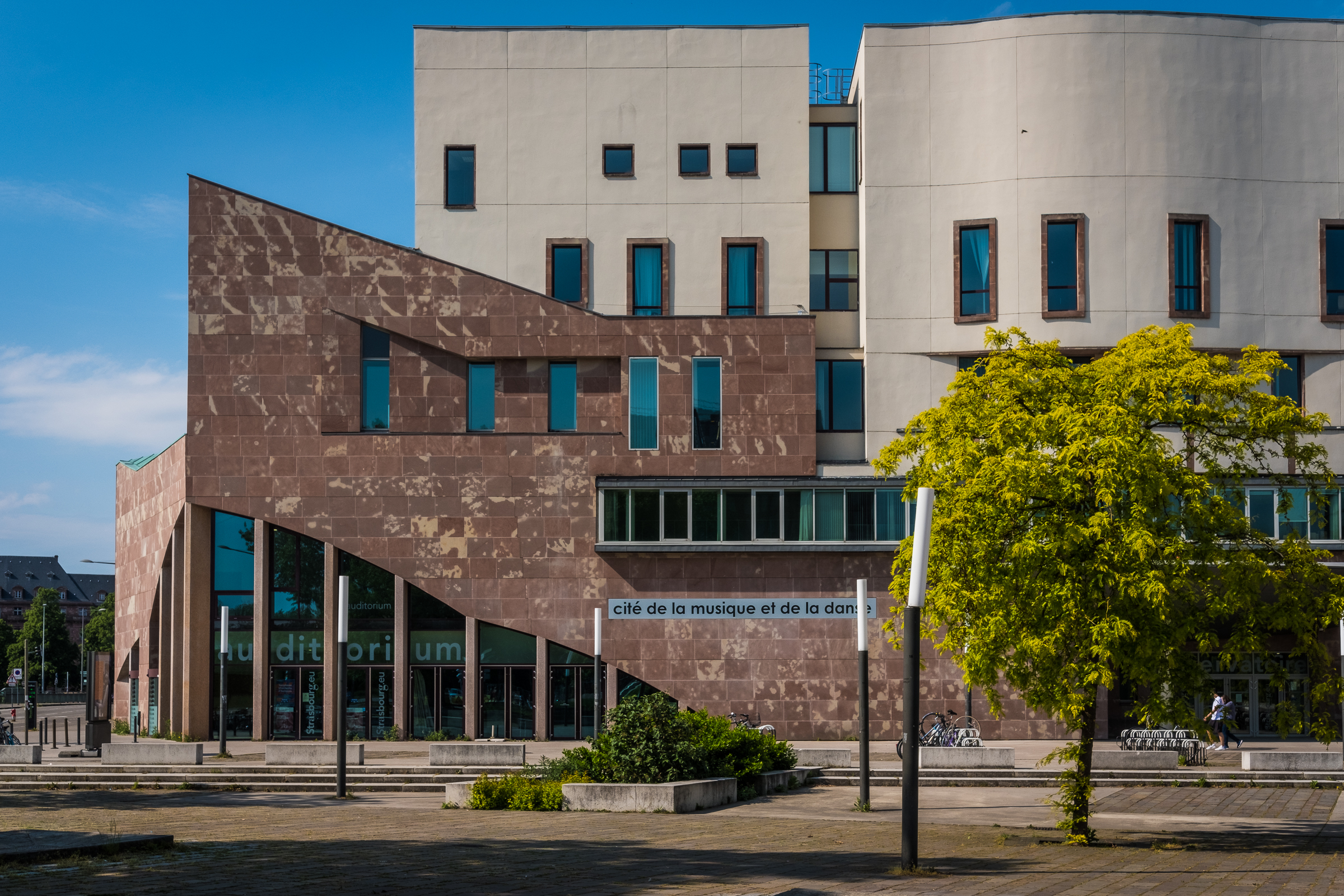
Conservatorio de música y danza de Estrasburgo, en Francia.

El Conservatorio de Estrasburgo es un conservatorio de música situado en Estrasburgo, Francia. La escuela fue creada con los fondos asignados a la ciudad de Estrasburgo, por el mecenas de las artes Louis Apffel en 1839. El primer día de clases fue el 3 de enero de 1855.

## Historia
La considerable cantidad de la herencia de Apffel fue la que permitió a la municipalidad crear un conservatorio, que también originó una orquesta sinfónica, la segunda en Francia después de la de París.
En 1922, el Conservatorio se mudó al edificio que hoy ocupa el Teatro Nacional de Estrasburgo. Compartió el edificio con el tetro hasta 1995, cuando se trasladó a dos alojamientos temporales en la Laiterie (La Laiterie) y en 4, rue Brûlée, hasta que se completó un nuevo centro específico en el desarrollo de Rivétoile, la Cité de la Musique et de la danse, que fue inaugurado en 2006.

Después de la dirección de Franz Stockhausen (1871 1908) el compositor Hans Pfitzner asume el papel de una de sus posiciones en la vida musical de la ciudad. Tras la devolución de Alsacia a Francia, Ernest Munch asumió el cargo de director por un año, fue sucedido por Jean-Guy Ropartz (1919-29). Desde 1929 hasta el año 1960, el director fue Fritz Münch, que en su retiro fue sucedido por Luis Martin.